# Zborno područje Vitez (HVO)
Zborno područje Vitez bilo je zborno područje Hrvatskoga vijeća obrane.

### Povijest
Osnovano je 27. veljače 1992. godine. Pripadale su mu postrojbe HVO-a koje su djelovale na područjima današnje Srednjobosanske i Zeničko-dobojske županije. U sastavu je imao skoro 15 000 vojnika. Branili su 140 000 Hrvata u opkoljenoj Središnjoj Bosni. Tijekom bošnjačko-hrvatskog sukoba snage Armije BiH ponajviše 3. korpusa tzv. Armije BiH (70 000) napadale su hrvatske enklave u dolinama Lašve, Lepenice, Bosne i Stavnje, koje su odoljele godinu i pol dana dugoj opsadi Središnje Bosne. Zborno područje Vitez obranilo je Središnju Bosnu sve do potpisivanja Washingtonskog sporazuma. Zapovjednik od lipnja 1992. do potpisivanja Washingtonskog sporazuma 1994. godine bio je general Tihomir Blaškić.

### Struktura
Zborno područje Vitez sadržavalo je sve postrojbe sa podučja ovih županija: Srednjobosanska i Zeničko-dobojska.
Zapovjedništvo Zbornog poručja: Vitez
- 3. gardijska motorizirana brigada Jastrebovi Vitez
- Travnička brugada
- Brigada Frankopan Travnik
- Brigada Stjepan Tomašević Novi Travnik
  - Vod HOS-a "Žigosani"
- Viteška brigada
  - Vitezovi
- Brigada Nikola Šubić Zrinjski Busovača
- Brigada Jure Francetić Zenica
  - I. pohodna bojna HOS-a
- 2. zenička brigada
- Brigada Kotromanović Kakanj
  - Satnija HOS-a Kakanj
- Brigada Bobovac Vareš
- Brigada Josip Ban Jelačić Kiseljak
- 110. brigada Usora
- 111. xp brigada Žepče
- 95. Domobranska pukovnija “Marinko Bošnjak” Kreševo, Fojnica
  - Fojnička satnija HOS-a
- Brigada Hrvoje Vukčić Hrvatinić Jajce.[1]

## Vanjske poveznice
- Portal Hrvata Bosne i Hercegovine Ratno znakovlje HVO: Zborno Područje Vitez
- Dnevnik.ba  Arhivirana inačica izvorne stranice od 17. veljače 2020. (Wayback Machine) Zborno područje HVO-a Vitez zaustavilo je stvaranje islamske republike u BiH, Hrvati u Središnjoj Bosni prve žrtve islamskog terorizma u Europi, 27. veljače 2018.